# 용인 장경사 산신탱화
장경사 산신탱화는 대한민국 경기도 용인시 처인구 원삼면 학일리, 장경사에 있는, 조선시대의 불화이다. 2009년 3월 4일 용인시의 향토문화재 제62호로 지정되었다.

## 개요
산신탱화는 외경시 되어오던 호랑이를 산의 신령(神靈)으로 존경하여 신앙의 대상이였던 호랑이 신앙을 불교화하면서 산신(山神)으로 승격시켜 수용하게 그린 것이다.
장경사 내 산신탱화는 산신과 호랑이, 동자 2명이 묘사돼 있으며 19세기 후반 불화에 많이 사용된 적색과 청색이 주류를 이루고 있다.